# Close to you (大原櫻子の曲)
「Close to you」（クローズ・トゥ・ユー）は、日本の歌手・大原櫻子の3作目の配信限定シングル。

## 概要
- 3rdアルバム『Enjoy』からのリカットシングル。
- iTunes Storeとレコチョクでこの作品をダウンロードすると、デジタルブックレットが付いてきた。

## 収録曲
1. Close to you [4:08]
作詞：Sally#Cinnamon
作曲：多保孝一
編曲：多保孝一、UTA

1. 青い季節 (5th TOUR 2018 Version) [5:11]
作詞：いしわたり淳治
作曲・編曲：小名川高弘

## 参加ミュージシャン
- 大原櫻子：Vocal (#1,2)
- 山口隆志：Guitar (#1)
- 藤澤有沙：Keyboard (#1)
- 多保孝一：Programming & Background Vocals (#1)
- UTA：Programming (#1)

## 収録アルバム
- Enjoy (#1)